# Ecclesiae Sanctae
Ecclesiae Sanctae (Latijn voor De Heilige Kerk) is een apostolische brief die paus Paulus VI op 6 augustus 1966 - bij motu proprio - uitvaardigde. Paulus schreef met deze brief voor hoe omgegaan zou worden met de uitkomsten van het Tweede Vaticaans Concilie, met name daar waar het de implementatie betrof van de conciliaire documenten Christus Dominus (over het pastorale ambt van de bisschoppen in de kerk), Presbyterorum Ordinis (over het leven en de missie van priesters), Perfectae Caritatis (over de vernieuwing van het religieus leven) en Ad Gentes Divinitus (over de missionaire activiteiten van de Kerk). 
Een van de belangrijkste - en meest verstrekkende - maatregelen die in dit document werden aangekondigd, is de bepaling dat alle (aarts)bisschoppen (en curiefunctionarissen) vanaf het in werking treden van de maatregel, geacht werden om op hun 75ste verjaardag vrijwillig hun ontslag aan te bieden aan de paus. De Amerikaanse kerkhistoricus Francis A. Burkle-Young ziet deze maatregel als een belangrijk onderdeel van - wat hij omschrijft als - de Paulinische Revolutie. Het revolutionaire ziet hij met name daarin dat hier - met een pennestreek - alle bisschoppen die benoemd waren door paus Pius XI en een groot deel van de bisschoppen die benoemd waren door paus Pius XII hun jurisdictie verloren. Vier jaar later zou deze revolutie zijn sluitstuk vinden in de apostolische constitutie Romano Pontifici Eligendo, waarmee kardinalen van tachtig jaar en ouder werden uitgesloten van deelname aan conclaven. Beide documenten zetten alle pre-conciliaire krachten buiten spel.